# 米勒 (內布拉斯加州)
米勒（英語：Miller）是位於美國內布拉斯加州水牛縣的村。

## 人口
根據2020年美國人口普查的數據，米勒的面積為0.98平方千米，皆為陸地。當地共有人口129人，而人口密度為每平方千米132人。